# (7837) Mutsumi
(7837) Mutsumi (1993 TX) – planetoida z pasa głównego asteroid okrążająca Słońce w ciągu 4,23 lat w średniej odległości 2,62 j.a. Odkryta 11 października 1993 roku.